# ثابت سرعت واکنش
در سینتیک شیمیایی ثابت سرعت واکنش یا ضریب سرعت واکنش, k، ثابت عددی است که در معادله سرعت واکنش ظاهر شده و میزان و جهت یک واکنش شیمیایی را بیان می‌کند.
برای واکنش بین واکنش‌دهنده‌های A و B برای تشکیل محصول C
aA + bB → cC
معادله سرعت واکنش اغلب به‌شکل زیر است:
{\displaystyle r=k(T)[\mathrm {A} ]^{m}[\mathrm {B} ]^{n}}
در اینجا k (T) ثابت سرعت واکنش است که به دما بستگی دارد، [A] و [B] غلظت‌های مولار مواد A و B در مول بر واحد حجم محلول است، با این فرض که واکنش در سراسر حجم محلول در حال انجام باشد. (برای واکنشی که در یک لایه مرزی اتفاق می‌افتد، به‌جای آن مول‌های A یا B در واحد سطح استفاده می‌شود)
توان‌های m و n، مرتبه واکنش نسبت به واکنش‌دهنده A و B بوده و به‌طور کلی با ضرایب استوکیومتری a و b برابر نیستند. در عوض این توان‌ها به سازوکار واکنش بستگی دارند و می‌توانند از طریق آزمایش تعیین شوند.

## یادداشت
1. ↑  reaction rate constant
2. ↑  reaction rate coefficient